# Пекельский, Ярослав
Ярослав Пекельский (чеш. Jaroslav Pekelský; 22 января 1898, Соботка — 12 января 1978, Прага) — чешский скрипач, композитор и музыкальный педагог.
На протяжении более чем трёх десятилетий (1921—1955) вторая скрипка Квартета имени Ондржичека. Профессор Пражской музыкальной академии (среди его учеников, в частности, Вацлав Снитил и Богуслав Матоушек, отмечающий в интервью большое профессиональное и человеческое влияние Пекельского на его становление).